# Liber de infantia Salvatoris

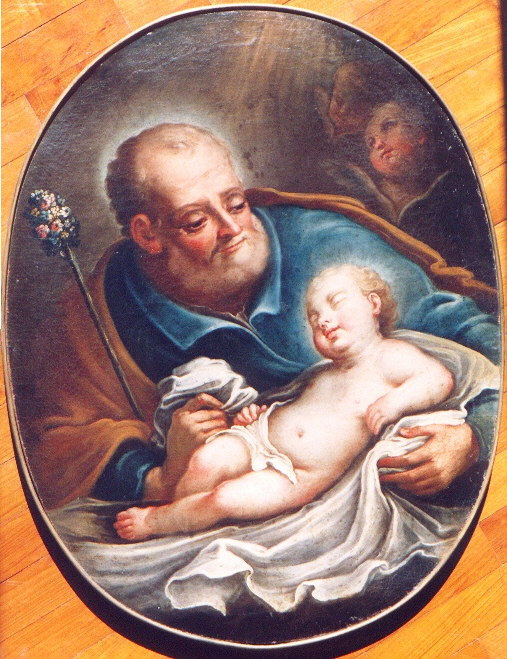
Retrato de San José con el Niño Jesús, de Liborio Marmorelli

El Liber de infantia Salvatoris (libro de la infancia del salvador) o Libro de la Natividad de María es uno de los denominados Evangelios Apócrifos, acerca de la Natividad de María - «Liber Nativitate María», que fue atribuido durante la Edad Media a San Jerónimo, aunque seguramente fue escrito por un autor anónimo durante la época de Carlomagno. Antonio Piñero lo data del siglo IX. Se encuentra íntegramente incluido en la «Legenda Aurea» (Leyenda Dorada). Se trata de una relación apocopada de la misma temática que contenía el llamado «Evangelio del Pseudo Mateo», libro muchísimo más amplio y de origen ciertamente más antiguo. El propio autor inicia la narración explicando que las cosas que va a relatar las leyó en otro lado, aunque confiesa que se le han borrado de la memoria muchos detalles.
El estilo es de una gran llaneza, casi infantil. Se limita a relatar con extremada concisión los hechos principales de la vida de San Joaquín y de Santa Ana, la Natividad de María, su vida en el templo, su matrimonio con San José y, finalmente, la Anunciación y el Nacimiento del Niño Jesús, con cuya sola mención se cierra el libro. Este libro, al contrario que en otros Evangelios Apócrifos, el portal donde tiene el lugar el nacimiento del Niño Jesús se encuentra dentro de la ciudad y es elegido por San José, no porque no haya lugar para quedarse dentro del pueblo, sino debido a la pobreza de la pareja y a la necesidad de tranquilidad por parte de María.